# Sibon lamari
Sibon lamari là một loài rắn trong họ Rắn nước. Loài này được Solorzano mô tả khoa học đầu tiên năm 2001.